# Guidone (araldica)
Guidone è un termine utilizzato in araldica per indicare la banderuola formata da una lunga striscia di stoffa che termina con due punte o code.
Durante il Regno d'Italia, il 4 maggio 1870, la Consulta araldica determinò che lo stemma dello Stato dovesse avere un «guidone reale italiano, a lungo fusto, svolazzante all'infuori».